# Valganna
Valganna é uma comuna italiana da região da Lombardia, província de Varese, com cerca de 1.462 habitantes. Estende-se por uma área de 12 km², tendo uma densidade populacional de 122 hab/km². Faz fronteira com Arcisate, Bedero Valcuvia, Brinzio, Cuasso al Monte, Cugliate-Fabiasco, Cunardo, Induno Olona.

## Demografia
| Variação demográfica do município entre 1861 e 2011                               |
|                                                                                   |
| Fonte: Istituto Nazionale di Statistica (ISTAT) - Elaboração gráfica da Wikipedia |